# Dink il piccolo dinosauro
Dink, il piccolo dinosauro (Dink, the Little Dinosaur) è una serie animata prodotta da Ruby-Spears. La serie è andata in onda originariamente negli Stati Uniti d'America su CBS dal 16 settembre 1989 al 3 novembre 1990 mentre in Italia è stata trasmessa prima su VHS negli anni '90 e poi Boomerang dal 2003 mentre giunse in chiaro su Boing a partire dal 2004. L'ultima trasmissione in Italia risale al 2006 su Boomerang.
La serie è stata anche pubblicata in VHS da Panarecord RCS.

## Personaggi
- Dink: un Apatosaurus molto coraggioso che ha un forte legame coi suoi amici.
- Ambra: lei è un Corythosaurus, che è come una sorella maggiore. Ha un forte legame con Dink.
- Shyler: il più piccolo del gruppo, è molto timido e vorrebbe diventare come Dink. Lui è un Edaphosaurus
- Flopper: uno Pteranodon burlone amico di Dink. A volte esagera con gli scherzi, però è sempre pronto ad aiutare i suoi amici.
- Crosta: una vecchia tartaruga che funge da nonno/tutore dei 5 giovani dinosauri. Da sempre buoni consigli e conosce molte cose.
- Scat: un Compsognathus molto goloso di frutti dolciosi (aggettivo derivato dagli occhi grandi e da cucciolo), che però crescono solo nella Terra dei Carnivori, e quindi a volte mette in pericolo i suoi amici.
- Tirannosauro: l'antagonista principale della serie. Da sempre la caccia a Dink e i suoi amici ed è temuto da tutti gli altri dinosauri.

## Episodi

### Stagione 1
| nº | Titolo italiano       | Titolo inglese                     | Prima TV USA      | Prima TV Italia |
| -- | --------------------- | ---------------------------------- | ----------------- | --------------- |
| 1  |                       | Shell Game                         | 16 settembre 1989 | 2003            |
| 1  | Shyler's Friend       |                                    | 16 settembre 1989 | 2003            |
| 2  |                       | Dink, Come Home                    | 23 settembre 1989 |                 |
| 2  | White Beauty          |                                    | 23 settembre 1989 |                 |
| 3  |                       | Crusty's Baby                      | 30 settembre 1989 |                 |
| 3  | The Gentle Hunter     |                                    | 30 settembre 1989 |                 |
| 4  |                       | Phantom of the Cave                | 7 ottobre 1989    |                 |
| 4  | Dry River             |                                    | 7 ottobre 1989    |                 |
| 5  |                       | Tricera-Scat                       | 14 ottobre 1989   |                 |
| 5  | Search                |                                    | 14 ottobre 1989   |                 |
| 6  |                       | Amber's Crusade                    | 21 ottobre 1989   |                 |
| 6  | Old Timers            |                                    | 21 ottobre 1989   |                 |
| 7  |                       | Uncle Longbeak                     | 28 ottobre 1989   |                 |
| 7  | Surprise!             |                                    | 28 ottobre 1989   |                 |
| 8  |                       | The Hollow Tree                    | 4 novembre 1989   |                 |
| 8  | Badge of Courage      |                                    | 4 novembre 1989   |                 |
| 9  |                       | Wish Mountain                      | 11 novembre 1989  |                 |
| 9  | Crusty's New Home     |                                    | 11 novembre 1989  |                 |
| 10 |                       | Small Stuff                        | 18 novembre 1989  |                 |
| 10 | Lights Out            |                                    | 18 novembre 1989  |                 |
| 11 |                       | Mystery of the Broken Claws        | 25 novembre 1989  |                 |
| 11 | Encounter at Flatrock |                                    | 25 novembre 1989  |                 |
| 12 |                       | The Sky is Falling at Green Meadow | 2 dicembre 1989   |                 |
| 12 | Sea Rescue            |                                    | 2 dicembre 1989   |                 |
| 13 |                       | Raiders of the Lost Nest           | 9 dicembre 1989   |                 |
| 13 | Land of No Return     |                                    | 9 dicembre 1989   |                 |

### Stagione 2
| nº | Titolo italiano        | Titolo inglese            | Prima TV USA      | Prima TV Italia |
| -- | ---------------------- | ------------------------- | ----------------- | --------------- |
| 1  |                        | Scavenger                 | 15 settembre 1990 |                 |
| 1  | Tar Troubles           |                           | 15 settembre 1990 |                 |
| 2  |                        | The Honeyfruit Hero       | 22 settembre 1990 |                 |
| 2  | Tall Tale              |                           | 22 settembre 1990 |                 |
| 3  |                        | Crusty's Reunion          | 29 settembre 1990 |                 |
| 3  | Tale of the Beast      |                           | 29 settembre 1990 |                 |
| 4  |                        | Scat-ter Brained          | 6 ottobre 1990    |                 |
| 4  | Fraidy Scat            |                           | 6 ottobre 1990    |                 |
| 5  |                        | The Reluctant Head-Banger | 13 ottobre 1990   |                 |
| 5  | Wrongs of Spring       |                           | 13 ottobre 1990   |                 |
| 6  |                        | Overrun                   | 20 ottobre 1990   |                 |
| 6  | The Last of Their Kind |                           | 20 ottobre 1990   |                 |
| 7  |                        | Day of the Snake          | 27 ottobre 1990   |                 |
| 7  | Rivals                 |                           | 27 ottobre 1990   |                 |
| 8  |                        | Challenge                 | 3 novembre 1990   |                 |
| 8  | The Secret             |                           | 3 novembre 1990   |                 |